# Tiger Woods
Eldrick Tont „Tiger“ Woods (* 30. Dezember 1975 in Cypress, Kalifornien) ist ein US-amerikanischer Profigolfer und einer der erfolgreichsten Golfspieler der Sportgeschichte. In seiner Karriere gewann er bisher 15 Major-Turniere und liegt damit in der Bestenliste auf Rang zwei hinter Jack Nicklaus (18). Neben Sam Snead hält er mit 82 Turniersiegen den Rekord auf der PGA-Tour, dazu führte er die Weltrangliste insgesamt für 683 Wochen an.

## Herkunft und Leben
Woods ist Sohn der gebürtigen Thailänderin Kultida Woods (1944–2025) und von Earl Woods (1932–2006), einem Oberstleutnant der United States Army. Woods hat zwei Halbbrüder und eine Halbschwester aus der 18-jährigen Ehe von Earl Woods mit Barbara Woods Gary. Er kam in Cypress, Kalifornien, auf die Welt und wuchs etwas weiter nördlich an der US-amerikanischen Westküste im Großraum von Los Angeles auf. Den Spitznamen „Tiger“ gab ihm sein Vater bereits bei seiner Geburt zu Ehren von dessen Freund Vuong Dang Phong, der mit ihm im Vietnamkrieg gekämpft hatte. Woods besuchte die Western High School in Anaheim und studierte zwei Jahre lang Volkswirtschaftslehre an der Stanford University, bevor er Profigolfer wurde.
1996 gründete er zusammen mit seinem Vater die Tiger Woods Foundation, die sich um die Förderung und Unterstützung von Kindern und Jugendlichen in den USA kümmert. Von Oktober 2004 bis August 2010 war Tiger Woods mit dem ehemaligen schwedischen Model Elin Nordegren verheiratet. Das Paar hat eine Tochter (* 2007) und einen Sohn (* 2009). Seit der Scheidung am 23. August 2010 liegt das Sorgerecht für die Kinder bei beiden Elternteilen. Mitte März 2013 gab Woods auf seinem Facebookaccount bekannt, dass er mit der Skirennläuferin Lindsey Vonn in einer Beziehung war. Am 3. Mai 2015 ließ Vonn auf ihrer Facebookseite verlauten, dass sie und Woods sich getrennt haben.
Woods hat Vorfahren afroamerikanischer, indianischer, chinesischer, thailändischer und niederländischer Herkunft. Woods’ Beliebtheit wird zugeschrieben, auch bei den nicht-weißen Amerikanern das Interesse für den Golfsport verstärkt zu haben. Tiger Woods ist praktizierender Buddhist.

## Amateurkarriere
Im Alter von sechs Monaten ahmte Woods schon Golfschwünge seines Vaters nach. Kurz vor seinem zweiten Geburtstag bestaunte ihn Amerika in der Mike Douglas Show als eine Art Windeln tragendes Wunderkind. Begleitet von seinem Vater Earl zeigte er volle Schwünge und puttete gemeinsam mit dem Komiker Bob Hope. Als Woods fünf Jahre alt war, erschien er in der Sendung That's incredible. The Today Show und Good Morning America berichteten ebenfalls. Als Woods 13 war, hatten mit NBC, CBS, ESPN und ABC alle großen Fernsehsender der USA über ihn berichtet.
Unbeschadet von der frühen Aufmerksamkeit um seine Person, entwickelte Woods seine Spielfähigkeit Stück für Stück weiter. Sein erstes bedeutendes Amateurturnier, die Junior World Golf Championship, gewann er 1984 im Alter von acht Jahren in der damals jüngsten Altersgruppe. In den folgenden Jahren gewann er in diesem Wettbewerb noch weitere Male, davon viermal in Folge zwischen 1988 und 1991. Den U.S. Junior Amateur Titel gewann er 1991, 1992 und 1993 und ist damit bis heute der jüngste und einzige Mehrfachgewinner. In den darauffolgenden Jahren gewann er auch den U.S.-Amateurtitel der Herren dreimal in Folge, was vor ihm noch niemandem gelang; auch hier ist er ebenfalls der bislang jüngste Sieger. Ab 1994 spielte er zwei Jahre für seine Universität, die Stanford University, und gewann dort den NCAA-Titel, bevor er Profi wurde.

## Profikarriere

### 1996–1998: Frühe Jahre und erster Major-Sieg
Im August 1996 begann Woods seine Karriere als Profi-Golfer und unterzeichnete die bis dato höchstdotierten Werbeverträge der Golfgeschichte, unter anderem einen Vertrag über 40 Mio. US-Dollar mit dem Sportartikelhersteller Nike. Sein erstes Golf-Turnier als Profi waren die Greater Milwaukee Open, die er auf dem geteilten 60. Rang abschloss. In den folgenden drei Monaten gewann er zwei Turniere und qualifizierte sich somit für das Saisonfinale, die Tour Championship. Aufgrund seiner Erfolge wurde er von der Sports Illustrated als Sportler des Jahres 1996 sowie von der PGA-Tour als Rookie des Jahres ausgezeichnet. Zudem begann er damit, in Finalrunden grundsätzlich ein rotes Shirt zu tragen; eine Farbe, die er zum einen mit seiner Zeit als Student an der Stanford University verbindet und zum anderen als Symbol für aggressives Spielen und Selbstbewusstsein sieht.

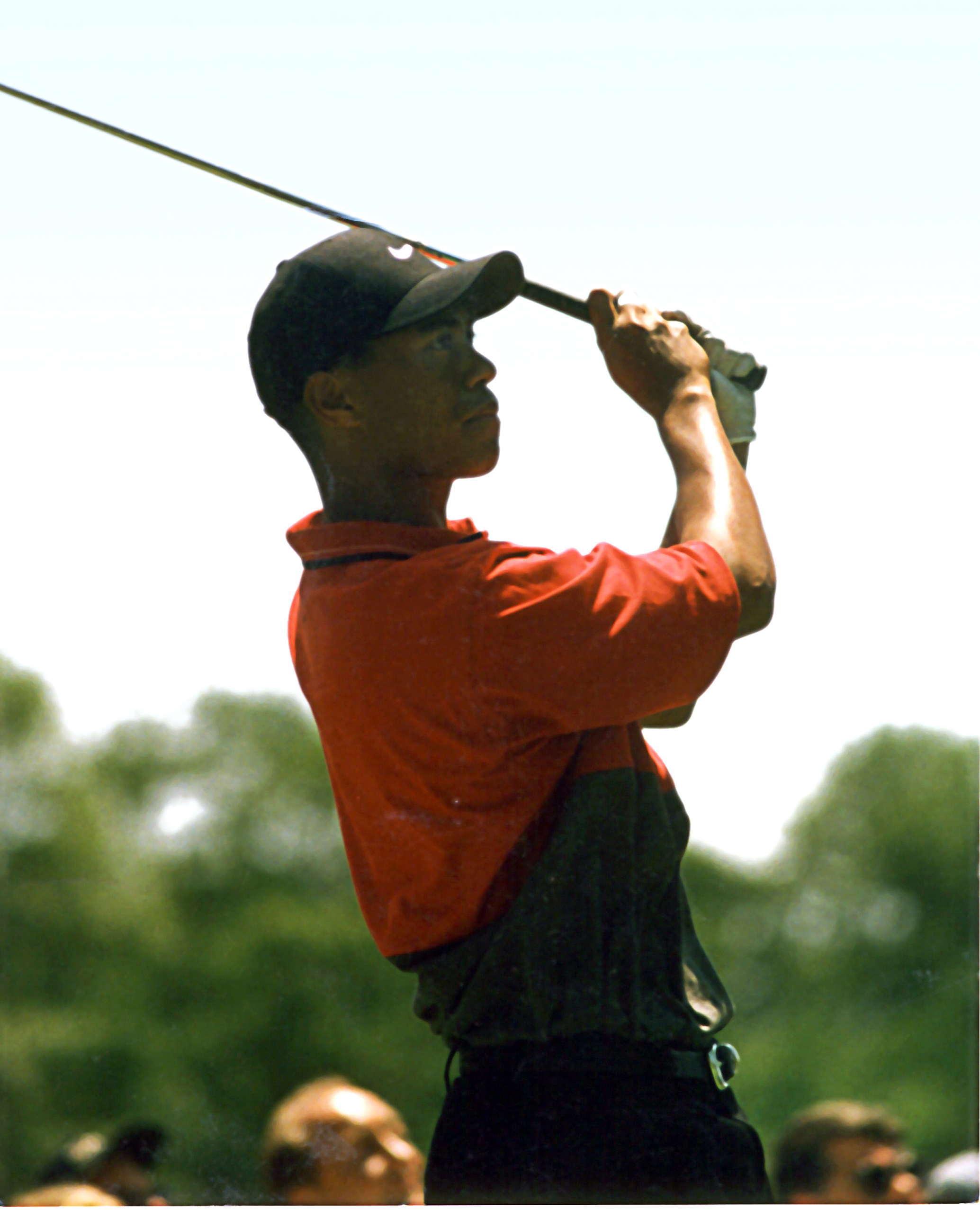
Tiger Woods bei den U.S. Open 1997

Bereits im folgenden April gewann Woods mit dem Masters mit einem Rekord-Ergebnis von 18 unter Par (270 Schläge) und dem Rekord-Vorsprung von 12 Schlägen sein erstes Major-Turnier. Er war nicht nur der jüngste Masters-Sieger aller Zeiten, sondern zugleich der erste afroamerikanische Sieger. Insgesamt hat er bei diesem Sieg 20 Turnierrekorde auf- sowie weitere sechs eingestellt. 1996 kamen drei weitere Siege hinzu und am 15. Juni 1997 wurde er, lediglich 42 Wochen nach dem Start seiner Profikarriere, erstmals Weltranglistenerster. Schneller hat dies nie zuvor ein Golfer erreicht. Zudem wurde er zum Spieler des Jahres auf der US PGA Tour gewählt; erstmals gelang dies einem Spieler bereits in seinem zweiten Jahr als Profi.
Im zweiten Halbjahr der Saison 1997 und vor allem in der Saison 1998, in der er lediglich ein Turnier gewann, wurde Woods den stark gestiegenen Erwartungen nicht gerecht. Er führte diese Leistungen auf tiefgreifende Schwungänderungen, die er mit seinem Trainer Butch Harmon vollzog, zurück.

### 1999–2002: Dominanz und Tiger Slam
Mit dem Sieg des Memorial Tournaments im Juni 1999 begann eine Zeit der Dominanz, wie es sie zuvor im Golfsport wohl noch nie gegeben hatte. So beendete er die Saison mit vier Turniersiegen in Folge – darunter die PGA Championship – und insgesamt acht Siegen, dem besten Wert seit 1974. Er wurde erneut PGA-Spieler des Jahres und zudem zum zweiten Mal innerhalb von drei Jahren zum Associated Press Athlete of the Year ernannt.
Die Saison 2000 begann er dort, wo er aufgehört hatte: mit dem fünften Sieg in Folge, welcher gleichzeitig eine Saison voller Rekorde starten sollte. Der sechste Sieg kam beim AT&T Pebble Beach National Pro-Am auf denkwürdige Weise hinzu. Trotz sieben Schlägen Rückstand bei noch sieben zu spielenden Löchern erreichte er mit einer Serie von Eagle-Birdie-Par-Birdie noch die 64 und damit eine 2-Schläge-Führung. Seit Byron Nelson im Jahr 1948 war keinem Spieler eine derartige Siegesserie gelungen. Beim Sieg der US Open 2000 brach bzw. teilte er neun Turnier-Rekorde, unter anderem mit 15 Schlägen Vorsprung den Rekord des größten Vorsprungs der Major-Geschichte aus dem Jahr 1862 von Old Tom Morris. Gleichzeitig übernahm er die Führung in der Rangliste der Karriere-Preisgelder. Bei der Open Championship 2000, die er mit einem Vorsprung von acht Schlägen gewann, stellte er mit einem Endergebnis von 19 Schlägen unter Par einen neuen Major-Rekord auf. Zudem hatte er nun bei allen Major-Turnieren den Rekord des niedrigsten Ergebnisses aufgestellt bzw. geteilt und wurde im Alter von 24 Jahren zum jüngsten Golfer aller Zeiten, der den Karriere-Grand-Slam, also den Sieg sämtlicher Major-Turniere, erreichte.
Der dritte Major-Sieg in Folge bei der PGA Championship war lange Zeit ungewiss. So setzte er sich erst nach einem Drei-Loch-Playoff gegen Bob May durch und wurde der einzige Spieler neben Ben Hogan 1953, der innerhalb einer Saison drei Major-Turniere gewinnen konnte. Bei der Bell Canadian Open gewann er das dritte Turnier in Folge und neben Lee Trevino 1971 als erst zweiter Golfer die US Open, British Open und Canadian Open innerhalb einer Saison. Zum Abschluss der Saison 2000 standen 3 Major-Siege in Folge, 9 PGA-Turnier-Siege und 27 neue oder geteilte Rekorde. Bei 20 Turnierstarts erreichte er 14-mal die Top 3. Seine durchschnittlich benötigte Schlagzahl von 67,79 war die niedrigste der PGA-Tour-Geschichte.
Auch 2001 setzte sich die Dominanz fort. Sein Gewinn des Masters im Jahr 2001 markiert den einzigen Zeitpunkt in der Geschichte des modernen Grand Slam, dass ein Spieler gleichzeitig alle vier Major-Titel hält. Da die Titelgewinne nicht innerhalb einer Saison zustande gekommen sind, handelte es sich nicht um einen richtigen Grand Slam, bekannt wurde er daher als „Tiger Slam“. Überraschenderweise spielte Woods bei den folgenden drei Major-Turnieren nicht um den Sieg mit, beendete die Saison aber dennoch mit den meisten Siegen (5) auf der PGA-Tour.
Als erst dritter Spieler verteidigte er beim Masters 2002 seinen Titel. Nach dem Sieg bei der US Open, das er als einziger Spieler unter Par abschloss, wuchsen die Hoffnungen auf den Grand Slam innerhalb einer Saison. Bei der The Open Championship wurden diese durch eine 81 in der dritten Runde bei teils unspielbaren Wetterbedingungen zunichtegemacht. Bei der PGA Championship wiederholte er fast den Sieg dreier Major-Turniere innerhalb einer Saison, musste sich nach zwei späten Bogeys in der Finalrunde allerdings um einen Schlag geschlagen geben. Dennoch wurde er zum vierten Mal in Folge zum Spieler des Jahres auf der US PGA Tour gewählt.

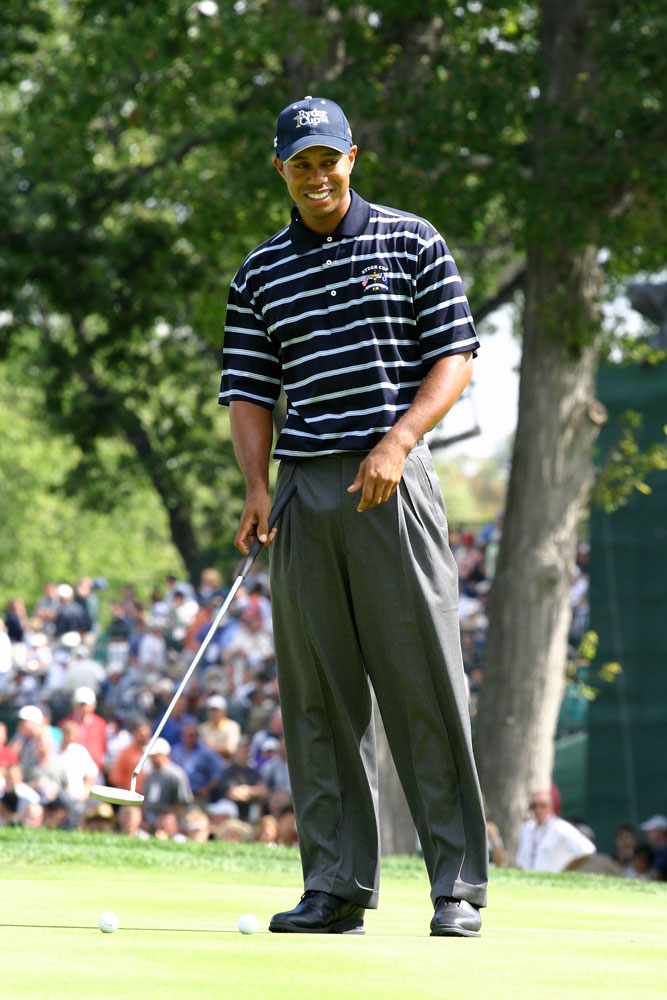
Tiger Woods beim Ryder Cup 2004

### 2003–2004: Schwungumstellung
In den Jahren 2003 und 2004 spielte Woods zwar weiterhin in der Weltspitze mit, verlor jedoch trotz insgesamt sechs Siegen in den beiden Jahren seine Dominanz und konnte kein Major-Turnier für sich entscheiden. Zudem entschied er die Weltrangliste erstmals seit 1998 nicht für sich und schloss diese 2003 auf dem zweiten bzw. 2004 auf dem vierten Rang ab. Außerdem verlor er nach der Rekordzeit von 264 Wochen, die er durchgehend auf Rang 1 verbracht hat, die Spitzenposition der Golfweltrangliste an Vijay Singh.
Zurückgeführt wurden die nachlassenden Erfolge zum einen auf das Zerwürfnis mit Schwungcoach Butch Harmon und zum anderen auf seine Heirat.
Woods selbst sah in den Schwungumstellungen, die der Entlastung seines operierten linken Knies dienen sollten, die Erklärung und hoffte auf eine erneut dominante Spielweise nach Beendigung dieses Prozesses. Als neuen Schwungcoach präsentierte er Hank Haney.

### 2005–2007: Wiederaufstieg
Zum Jahresanfang 2005 errang Woods nach einem geteilten dritten Rang bei der Mercedes Championship bereits beim zweiten Turnier des Jahres, der Buick Invitational, den ersten Sieg. Im März ließ er bei der Ford Championship einen weiteren Sieg folgen und konnte sich somit für zwei Wochen die Weltranglistenführung zurückholen. Im April beendete er schließlich seine Durststrecke bei Major-Turnieren und gewann im Playoff zum vierten Mal das Masters und sicherte sich somit erneut Rang 1 der Weltrangliste. In den folgenden Monaten wechselte die Spitzenposition zwischen ihm und Vijay Singh, bis Woods sie schließlich im Juli dauerhaft zurückeroberte. Zudem gewann er im selben Monat die The Open Championship, seinen insgesamt 10. Major-Titel. Das Jahr 2005 schloss er mit 5 Siegen auf der PGA-Tour, unter anderem gewann er zwei Turniere der hochdotierten World Golf Championships, und Führender der Geldrangliste ab.
Im Mai 2006 musste Woods den Tod seines Vaters und Mentors Earl verkraften. Earl Woods starb nach langem Kampf gegen den Prostatakrebs im Alter von 74 Jahren. Woods, der seit dem Masters im April kein Turnier gespielt hatte, kehrte erst nach 9 Wochen Wettkampfpause bei der US Open zurück. Die fehlende Praxis war ihm deutlich anzumerken. Erstmals in seiner Profi-Karriere scheiterte er bei einem Major-Turnier am Cut. Somit endete auch sein geteilter Rekord von 39 überstandenen Major-Cuts in Folge.
Im Juli verteidigte er wiedererstarkt seinen Titel bei der The Open Championship. Als einer der wenigen nutzte er hierbei nahezu ausschließlich lange Eisen (der Driver kam nur einmal zum Einsatz) und konnte so 92 % der Fairways treffen. Sein Endstand von 18 Schlägen unter Par lag nur knapp unter seinem sechs Jahre alten Rekord.
Anfang August entschied Woods die Buick Open für sich und feierte somit im Alter von 30 Jahren und 7 Monaten als jüngster Profi der Geschichte den 50. Turniersieg auf der US-PGA-Tour.
Schon zwei Wochen später sicherte er sich bei der PGA Championship den nächsten Major-Titel. Woods siegte in dominanter Weise und verbuchte lediglich drei Bogeys, womit er den Major-Rekord einstellte. Zudem stellte er seinen eigenen Turnier-Rekord von 18 Schlägen unter Par ein.
Er beendete die Saison mit 6 Turniersiegen in Folge und gewann zudem die drei wichtigsten Auszeichnungen der PGA-Tour (Jack Nicklaus, Arnold Palmer, Byron Nelson) zum siebten Mal – Rekord.
Nach 11 Profijahren standen somit 54 PGA-Tour-Siege und 12 Major-Titel zu Buche, wodurch er die alten Rekorde von 51 PGA-Tour-Siegen (Byron Nelson) bzw. 11 Major-Titeln (Jack Nicklaus) brach. Außerdem stellte er mit der vierten Wahl zum Associated Press Athlete of the Year den Rekord ein.
2007 begann Woods mit dem dritten Sieg in Folge bei der Buick Invitational, der gleichzeitig der siebte Erfolg in Serie auf der Tour war. Mit diesem Sieg wurde er zum dritten Spieler nach Jack Nicklaus und Sam Snead, der bei drei verschiedenen Turnieren mindestens fünfmal gewinnen konnte. Den zweiten Saison-Sieg errang er bei der WGC-CA Championship – dies war gleichzeitig der dritte Sieg in Folge bzw. sechste Sieg insgesamt bei diesem Turnier. Er wurde zum ersten Spieler, der bei drei verschiedenen Turnieren dreimal in Folge gewinnen konnte.

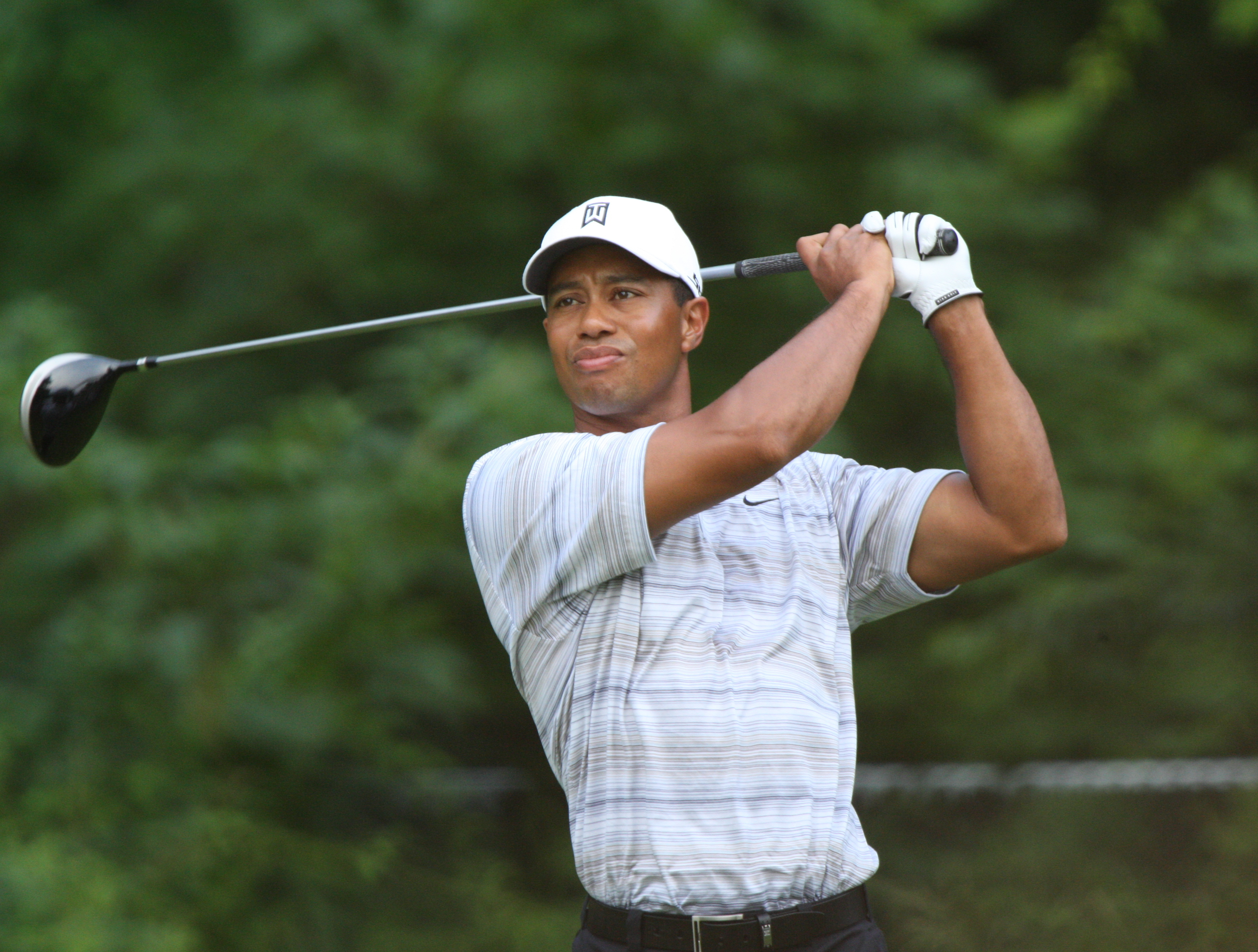
Tiger Woods im Juli 2007

Beim Masters ging Woods zwar zum 13. Mal bei einem Major-Turnier in der letzten Gruppe in die Finalrunde, konnte hier jedoch erstmals unter diesen Umständen nicht siegen und unterlag Zach Johnson. Seinen dritten Saison-Sieg errang er bei der Wachovia Championship, dem 24. unterschiedlichen Turnier, das er gewann. Bei der US Open ging er zum vierten Mal in Folge bei einem Major-Turnier in der letzten Gruppe in die Finalrunde, musste sich jedoch erneut mit dem (geteilten) zweiten Rang begnügen. Woods hat somit weiterhin bei einem Major-Turnier ausschließlich gewonnen, wenn er als Führender in die letzte Runde ging. Durch diese Platzierung durchbrach er die 70-Mio.-$–Marke an Karrierepreisgeldern.
Die The Open Championship schloss er lediglich auf dem 12. Rang ab und verpasste hier den dritten Sieg in Folge. Anfang August deklassierte er bei der WGC-Bridgestone Invitational mit 8 Schlägen Vorsprung die Konkurrenz und siegte zum dritten Mal in Folge bzw. sechsten Mal insgesamt bei diesem Turnier. Als erster Spieler überhaupt gelangen ihm somit bei ein und demselben Turnier in zwei verschiedenen Zeitspannen drei Siege in Folge (1999–2001 und 2005–2007).
Eine Woche später verteidigte er seinen Titel bei der PGA Championship und wurde zum ersten Spieler, der das Major-Turnier zum zweiten Mal verteidigen konnte (1999–2000 und 2006–2007). In der zweiten Runde egalisierte er mit 63 Schlägen den Platz- und Major-Rundenrekord. Er wurde zum zweiten Golfer neben Sam Snead, der mindestens 5 PGA-Turniere in 8 verschiedenen Saisons gewinnen konnte.
Bei der BMW Championship sicherte er sich in der letzten Runde dank eines Rundenrekords von 63 Schlägen den 60. Sieg seiner PGA-Karriere. Zum Abschluss der Saison 2007 konnte Woods mit deutlichem Vorsprung von acht Schlägen – er unterbot den Platzrekord um 6 Schläge – den Sieg der THE TOUR Championship für sich verbuchen und wurde zum ersten Zweifach-Sieger dieses Turniers. Gleichzeitig wurde er zum ersten Sieger des neu ausgerichteten FedEx Cup.
Mit dem Team USA gewann er gegen das Team International souverän den Presidents Cup 2007.
Nach elfwöchiger Turnierpause, der bis dato längsten seiner Karriere, kehrte er im Dezember 2007 bei der Target World Challenge zurück, stellte sowohl einen neuen Rundenrekord auf als auch den Turnierrekord ein und gewann das Turnier mit sieben Schlägen Vorsprung.
Mit durchschnittlich 67,79 benötigten Schlägen pro Runde stellte er seinen eigenen Rekord aus der Saison 2000 ein und distanzierte die Konkurrenz hierbei deutlich. Zudem verpasste er den Preisgeld-Rekord von Vijay Singh aus der Saison 2004 nur um 38.000 US-$. Zu erwähnen ist hierbei, dass Woods nur 17 Turniere gespielt hat, während Singh für den Rekord 29 Turniere benötigt hat.

### 2008: Verletzungen verkürzen die Saison
Zu Beginn der Saison sicherte sich Woods mit einem deutlichen 8-Schläge-Vorsprung den Sieg seinen insgesamt 62. Sieg auf der US-PGA-Tour bei der Buick Invitational, womit er mit Arnold Palmer gleichzog. Dies war der sechste Sieg bei diesem Turnier, zum sechsten Mal begann er eine Saison mit einem Sieg und zudem war es sein dritter Sieg in Folge auf der Tour. In der darauffolgenden Woche erspielte sich Woods trotz eines 4-Schläge-Rückstandes vor der Finalrunde dank sechs Birdies auf den letzten neun Löchern noch den Sieg bei der Dubai Desert Classic.
Die WGC-Accenture Match Play Championship schloss er mit dem Rekord-Ergebnis von 8 Schlägen Führung bei noch 7 zu spielenden Löchern ab und sicherte sich somit den 15. World Golf Championship Titel seiner Karriere.
Nach einem durchwachsenen Start sicherte er sich in einer dramatischen Schlussrunde bei der Arnold Palmer Invitational durch einen über 7 Meter langen Putt am letzten Loch den Sieg vor Bart Bryant. Mit dem siebten Sieg nacheinander – dem neunten Sieg bei den letzten zehn gespielten Turnieren (ein geteilter zweiter Rang) – zog er zudem mit 64 gewonnenen Titeln auf der US PGA Tour mit Ben Hogan gleich.
Einen sechsten Triumph in Folge auf der PGA-Tour verpasste er allerdings bei WGC-CA Championship, durchbrach jedoch die 80-Mio.-$–Marke an Karrierepreisgeldern.
Einmal mehr wuchsen die Erwartungen auf den Grand Slam. Durch teils schwache Puttingleistungen verpasste er den Sieg beim Masters allerdings. Dennoch erreichte er mit drei Schlägen Rückstand auf den Sieger Trevor Immelman den zweiten Rang.
Am 15. April 2008 unterzog er sich der bereits dritten Arthroskopie in seinem linken Knie. 1994 wurde ihm zunächst ein gutartiger Tumor entfernt, 2002 folgte die zweite Arthroskopie.
Bei der US Open 2008 kehrte Woods nach rund zwei Monaten Pause zurück. In einer Gruppe der Top-3-Spieler der Welt mit Phil Mickelson und Adam Scott startete Woods verhalten in das Turnier und hatte nach der ersten Runde 4 Schläge Rückstand auf die Spitze. Nach einer Leistungssteigerung spielte er sich in der zweiten Runden bis auf einen Schlag an den Führenden Stuart Appleby heran. Die dritte Runde beendete er mit zwei Eagles und übernahm somit die Führung mit einem Schlag Vorsprung. Zum sechsten Mal bei den letzten acht Major-Turnieren ging er in der letzten Gruppierung in die Finalrunde. Mittlerweile war Woods sichtbar von Knieproblemen gezeichnet und musste sein linkes Knie bei Schlägen oftmals entlasten. Die Genauigkeit der Schläge ließ entsprechend nach. Mit einem Schlag Rückstand auf seinen Landsmann Rocco Mediate ging er auf das 18. Grün und erzwang durch ein Birdie ein 18-Loch-Playoff am darauffolgenden Tag. Hier führte Woods bereits mit drei Schlägen, verspielte diese Führung jedoch und ging erneut mit einem Schlag Rückstand auf das letzte Grün. Abermals rettete er sich durch ein Birdie, so dass der Sieger in einem Sudden-Death ermittelt werden musste. Am ersten Extra-Loch sicherte sich Woods schließlich den 14. Major-Titel seiner Karriere.
Dies war sein insgesamt neunter Triumph bei einem Turnier der United States Golf Association, womit er nun gleichauf mit Bobby Jones in Führung lag.
Zwei Tage später verkündete Woods sein verletzungsbedingtes Saison-Ende. Es stellte sich heraus, dass er die US Open trotz eines Kreuzbandrisses im linken Knie und einer Stressfraktur im linken Schienbein errungen hatte. Zudem gab Woods bekannt, dass er zumindest die letzten zehn Monate mit einem Bänderriss im linken Knie absolviert hat. Auf Anraten der Ärzte unterzog sich Woods einer entsprechenden Operation. Die Art und Weise dieses trotz einer schweren Knieverletzung errungenen Sieges ging in die Geschichte ein und wurde von Woods selbst als sein größter Major-Sieg bezeichnet.
Woods’ Abwesenheit auf der US-PGA-Tour machte sich unter anderem in drastisch einbrechenden Einschaltquoten bemerkbar – sie lagen im Schnitt knapp 47 % unter dem vergleichbaren Vorjahreswert mit einem spielenden Woods.

### 2009: Rückkehr auf die PGA-Tour

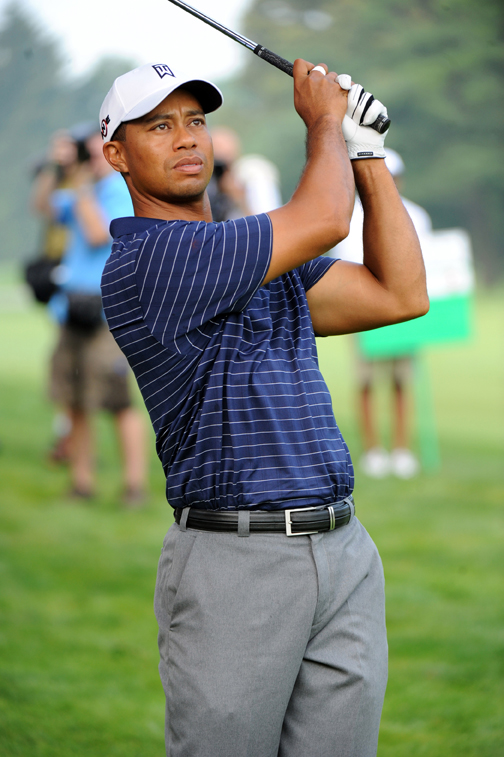
Woods beim AT&T National (2009)

Nach mehr als acht Monaten Verletzungspause gab Woods ein vielbeachtetes Comeback bei der WGC-Accenture Match Play Championship. Er schied hier in der zweiten Runde gegen Tim Clark aus. Nach einem neunten Rang bei der WGC-CA Championship konnte Woods bereits bei der Arnold Palmer Invitational seinen ersten Sieg nach dem Comeback feiern. Woods ging mit einem großen Rückstand von 5 Schlägen in die Schlussrunde, konnte diesen allerdings egalisieren und wie schon im Jahr zuvor durch einen langen Putt am letzten Loch den Sieg erringen und Sean O’Hair auf den zweiten Rang verdrängen.
Das Masters beendete er als 6. mit vier Schlägen Rückstand auf den Sieger Ángel Cabrera. Seinen zweiten Saison-Sieg sicherte sich Woods beim Memorial Tournament, als er erneut einen Rückstand in der letzten Runde aufholen konnte. Es war sein insgesamt dritter Sieg bei diesem Turnier. Kurz darauf folgte beim von Woods ausgerichteten AT&T National der dritte Saison-Sieg.
Bei The Open Championship verfehlte er nach einer der schwächsten Major-Leistungen seiner Karriere zum erst dritten Mal überhaupt bei einem Major-Turnier den Cut.
Anfang August stand bei der Buick Open der nächste Sieg zu Buche. Nach einem schwachen Auftakt auf dem 95. Rang, konnte er starke Runden von 9 und 7 unter Par folgen lassen. Letztlich siegte er mit einem Vorsprung von drei Schlägen.
Schon in der Woche darauf konnte er bei der WGC-Bridgestone Invitational souverän den 70. Sieg auf der PGA-Tour feiern.
Bei der PGA Championship übernahm er direkt in der ersten Runde die Führung und behielt sie bis zur Finalrunde. Jeden seiner Major-Siege verbuchte er zuvor nach einer Führung zur Finalrunde und gab eine solche nie aus der Hand. Erstmals konnte er diese Führung nun nicht verteidigen und verlor letztlich deutlich mit drei Schlägen Rückstand gegen Yang Yong-eun. Somit blieb er in dieser Saison zum ersten Mal seit 2004 ohne einen Major-Sieg.
Beim The Barclays, dem ersten Playoff-Turnier des FedEx Cup, belegte er knapp geschlagen den geteilten zweiten Rang. Das zweite Playoff-Turnier, die Deutsche Bank Championship, schloss er nach drei schwachen Runden und einer wesentlich stärkeren Schlussrunde lediglich als geteilter Elfter ab, wodurch er die Führung in der Gesamtwertung des FedEx Cup verlor. Beim dritten Playoff-Turnier, der BMW Championship, deklassierte er die Konkurrenz und siegte nach starker Leistung – er stellte in der dritten Runde einen neuen Platzrekord auf – mit acht Schlägen Vorsprung, wodurch er gleichzeitig die Gesamtführung im FedEx Cup zurückerlangte. Dies war sein fünfter Sieg bei diesem Turnier und gleichzeitig das fünfte Turnier, das er fünfmal oder öfter gewinnen konnte. Beim letzten Turnier, The Tour Championship, genügte ihm ein zweiter Rang zum zweiten Gesamtsieg beim FedEx Cup nach 2007.
Beim Presidents Cup siegte er souverän mit dem US-Team und konnte dabei als dritter Spieler der Geschichte jedes seiner fünf Matches gewinnen.
Im November spielte er gegen eine Antrittsgage von 3,3 Mio. US-$ bei der JBWere Australian Masters, welche er mit zwei Schlägen Vorsprung gewinnen konnte. Dies war sein erster Sieg auf der PGA Tour of Australasia und gleichzeitig sein 38. auf der European Tour.

### Tigergate: Private Krise
Drei Jahre nach dem Tod seines Vaters (1932 – 2006), am 25. November 2009 publizierte das Boulevardblatt The National Enquirer einen Artikel, in dem Woods eine außereheliche Beziehung unterstellt wurde. Zwei Tage später kam Woods gegen halb drei Uhr morgens unweit seines Hauses im Villenviertel von Isleworth nahe Orlando, Florida, mit dem Auto von der Straße ab und kollidierte mit einem Hydranten. Bei dem Unfall wurde Woods nur leicht verletzt, es entstanden Sachschäden im Wert von 3.200 Euro. Woods’ Ehefrau Elin Nordegren, die sich nicht im Auto aufhielt, befreite ihn aus dem beschädigten Wagen. In der Folge gab es in den Medien Anschuldigungen gegen Nordegren, sie sei Woods gegenüber tätlich geworden und habe den Unfall verursacht. In den darauffolgenden Wochen berichteten und spekulierten Medien über Woods’ Affären mit weiteren Frauen und seine Eheprobleme. Woods kommentierte diese Berichte zuerst nicht. Im Dezember 2009 kündigte er an, sich auf unbestimmte Zeit vom Golfsport zurückzuziehen, um sich vermehrt um seine Familie und seine Ehe zu kümmern. Er wolle den Schaden reparieren, den er durch seine Untreue verursacht habe, und werde sich nun darauf konzentrieren, „ein besserer Ehemann, Vater und Mensch zu sein“.
In der Folge der Ereignisse, von einigen Medien als Tigergate in Anlehnung an die Watergate-Affäre bezeichnet, kündigten einige Sponsoren ihre Trennung von Woods an. Accenture und AT&T beendeten die Zusammenarbeit ganz. TAG Heuer und Gillette setzten ihre Kampagnen mit Woods zumindest aus. Ende Februar 2010 teilte PepsiCo mit, auf Woods als Werbebotschafter für Gatorade zu verzichten. Andere Unternehmen wie Nike und Electronic Arts blieben Woods jedoch treu und verzichteten nicht auf ihn als Werbepartner.
Kennzeichnend für den Imageverlust von Woods waren Berichte Ende 2009, denen zufolge gegen den Arzt Anthony Galea wegen der Weitergabe von Dopingmitteln ermittelt wird. Zwar spielt Woods in diesen Ermittlungen keine Rolle, Galeas Behandlung hatte allerdings zu Woods’ Heilung nach seiner Knieverletzung des Vorjahres beigetragen.
Am 19. Februar 2010 gab Woods eine vielbeachtete Pressekonferenz. Er berichtete von seiner stationären Behandlung wegen seiner Hypersexualität und entschuldigte sich für sein Verhalten. Gleichzeitig erklärte er, definitiv wieder zum Golfsport zurückzukehren, ließ allerdings zunächst offen, ob dies bereits 2010 geschehen werde. Nur wenige Wochen darauf, am 16. März 2010, kündigte er sein Comeback beim The Masters im April an.
Elin Nordegren, die sich als Reaktion auf die Bekanntgabe der Affären ihres Mannes von Tiger Woods getrennt hatte, reichte im Sommer 2010 die Scheidung ein, die im August vollzogen wurde.

### 2010: Sportliche Krise
Nach über 20-wöchiger Pause kehrte Woods beim ersten Major-Turnier des Jahres, dem Masters 2010, im April unter gewaltigem Medieninteresse zurück auf die US-PGA-Tour und konnte den vierten Rang erreichen.
Auf das deutliche Verpassen des Cuts, das erst sechste seiner Laufbahn, bei der Quail Hollow Championship folgte eine verletzungsbedingte Aufgabe bei der PLAYERS Championship. Wenige Tage nach der PLAYERS Championship gab Woods’ langjähriger Schwungtrainer Hank Haney bekannt, dass er die seit 2003 bestehende Zusammenarbeit auf eigenen Wunsch hin in Freundschaft beendet hat.
Die US Open und die The Open Championship schloss er auf dem geteilten 4. bzw. 23. Rang ab. Bei der Open Championship erhoffte er sich durch den ersten Wechsel seines Putters seit 12 Jahren eine verbesserte Leistung auf den Grüns. Nach ausbleibendem Erfolg machte er den Wechsel noch vor der letzten Runde rückgängig.
Als Titelverteidiger angetreten, erlebte Woods bei der WGC-Bridgestone Invitational ein Debakel. Er schloss das Turnier, das er bereits siebenmal gewonnen hatte und bei dem seine schlechteste Platzierung ein geteilter vierter Rang war, als geteilter 78. unter 80 Teilnehmern ab. Dies war mit keiner unter Par gespielten Runde – dies passierte ihm zuletzt bei der PGA Championship 2003 – und insgesamt 18 Schlägen über Par gleichzeitig das schlechteste Turnierergebnis seiner Karriere. Zudem lief er erneut Gefahr, die langjährige Führung in der Weltrangliste zu verlieren. Phil Mickelson und Lee Westwood erreichten dazu jedoch nicht die benötigte Platzierung.
Woods begann mit dem erfolgreichen kanadischen Golf-Trainer Sean Foley zusammenzuarbeiten.
Die PGA Championship beendete er auf dem geteilten 28. Rang und blieb wie schon im Jahr zuvor ohne einen Sieg bei einem der Major-Turniere.
In den Playoffs des FedEx Cup, die er als 112. von 125 Spielern nur knapp erreichte, verpasste Woods jeweils knapp die Top 10 und scheiterte erstmals in seiner Karriere an der sportlichen Qualifikation für ein Turnier und schied vor der The Tour Championship aus.
Beim Ryder Cup 2010 spielte er in allen Sessions. Im Team mit Steve Stricker konnte er zwei von drei Punkten holen und auch sein abschließendes Einzel gegen Francesco Molinari deutlich für sich entscheiden. Letztlich verlor das US-Team jedoch knapp mit 13,5 zu 14,5 Punkten.
Am 1. November wurde Woods nach 281 Wochen als Nr. 1 der Weltrangliste durch Lee Westwood abgelöst.
Anfang Dezember zeigte er bei der Chevron World Challenge, welche zur PGA Tour Challenge Season zählt und bei der er traditionell als Gastgeber fungiert, seine mit Abstand stärkste Leistung des gesamten Jahres. Auffällig waren hierbei – bedingt durch das Training mit Sean Foley – vor allem große Änderungen in seiner gesamten Schlagtechnik. Zudem nutzte er erstmals dauerhaft einen neuen Putter. Obwohl er in den ersten drei Runden die Konkurrenz nahezu durchgängig dominierte, konnte er trotz einer Vier-Schläge-Führung zu Beginn der Finalrunde das Turnier nicht gewinnen. Er konnte eine zwischenzeitliche Führung von Graeme McDowell zwar noch wettmachen, unterlag diesem jedoch am ersten Playoff-Loch.
Somit fand die in vielerlei Hinsicht schwächste Saison seiner Profi-Laufbahn ein Ende. Woods blieb ohne Turniersieg und belegte auf der von ihm über Jahre dominierten Liste der Preisgelder lediglich den 68. Rang. Auch die Statistik der durchschnittlich pro Runde benötigten Schläge fiel mit 70,32 deutlich schlechter aus als in sämtlichen Saisons zuvor.

### 2011: Erste Fortschritte
Nach einem geteilten 44. Rang zum Saisonstart bei der Farmers Insurance Open und dem geteilten 20. Rang bei der Dubai Desert Classic schied er gegen Thomas Björn erstmals seit 2002 wieder in der ersten Runde der WGC-Accenture Matchplay Championship aus.
Einem geteilten 10. Rang bei der WGC-Cadillac Championship ließ Woods, mittlerweile nur noch Fünfter der Weltrangliste, einen geteilten 24. Rang bei der Arnold Palmer Invitational folgen.
Beim Masters belegte er den geteilten vierten Rang. Obwohl Woods mit 7 Schlägen Rückstand in die Finalrunde gestartet ist, konnte er sich durch die besten ersten neun Löcher, die er beim Masters je gespielt hat, die zwischenzeitliche Führung erspielen. Auf den hinteren neun Löchern ließ er jedoch diverse Birdie-Chancen und eine Eagle-Chance aus und konnte somit die Führung nicht verteidigen. Letztlich erreichte er zum siebten Mal in Folge eine Top-Ten-Platzierung beim Masters.
Nach dem Masters zwangen ihn eine Bänderdehnung und Achillessehnenprobleme zu einer mehrwöchigen Pause. Sein Comeback bei der The PLAYERS Championship musste er verletzungsbedingt bereits nach neun Löchern der ersten Runde beim Stand von sechs Schlägen über Par beenden.
Auch die Teilnahme an der US Open und der British Open musste Woods – mittlerweile auf Rang 17 der Weltrangliste abgerutscht – aufgrund anhaltender Verletzungsprobleme absagen.
Zudem gab Woods kurz darauf die Trennung von seinem langjährigen Caddie Steve Williams bekannt. Mit diesem hatte er seit 1999 13 seiner 14 Major-Siege errungen.
Nach mehr als dreimonatiger Verletzungspause erreichte Woods, der erstmals seit 1997 als 28. nicht mehr in den Top 20 der Weltrangliste zu finden war, mit seinem Jugendfreund Bryon Bell als Aushilfscaddie bei der WGC-Bridgestone Invitational den geteilten 37. Rang.
Bei der PGA Championship scheiterte Woods deutlich mit sechs Schlägen am Cut und verpasste somit auch die Qualifikation für die Playoff-Turniere des FedEx Cup.
Ende September präsentierte Woods Joe LaCava als seinen neuen Caddie. LaCava war zuvor jahrelang der Caddie von Fred Couples und zuletzt für Dustin Johnson tätig.

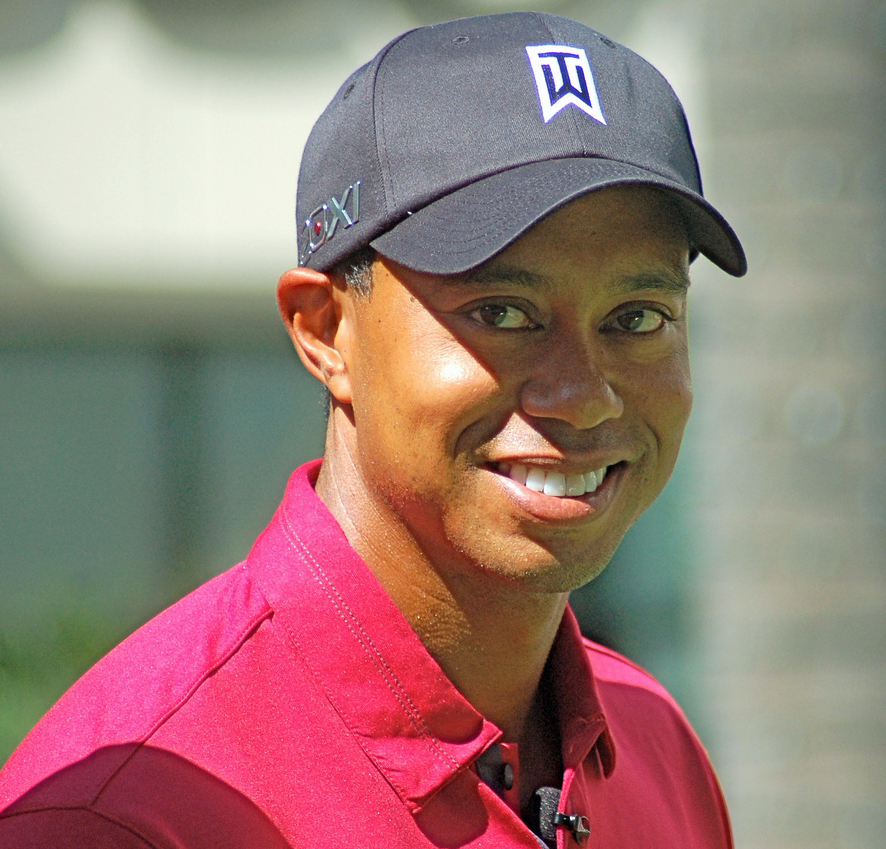
Woods im Oktober 2011

Bei der Frys.com Open, einem Turnier der PGA Fall Series, kehrte er nach mehrwöchiger Pause zurück und belegte den geteilten 30. Rang. Woods war zu diesem Zeitpunkt nur noch 52. der Weltrangliste und somit erstmals seit Oktober 1996 nicht in den Top 50.
Im November trat Woods, der mittlerweile seit exakt zwei Jahren ohne Turniersieg war, bei der Australian Open an und präsentierte sich in starker Form. Nach zwei Runden übernahm er die Führung, musste diese durch eine schwächere dritte Runde allerdings wieder abgeben. Abschließend belegte er nach der besten Runde des Tages knapp geschlagen den dritten Platz.
Eine von Team-Captain Fred Couples vergebene Wild Card ermöglichte Woods die Teilnahme am Presidents Cup. Er konnte zwei Punkte für sein Team erringen, musste allerdings an der Seite von Steve Stricker bzw. Dustin Johnson drei Niederlagen hinnehmen. Durch seinen Sieg im Einzel brachte er die USA uneinholbar in Führung und machte den Sieg somit perfekt.
Bei der von ihm als Gastgeber ausgerichteten Chevron World Challenge konnte Woods schließlich im Dezember den ersten Turniersieg seit November 2009 verbuchen. Durch ein Birdie am letzten Loch der Finalrunde konnte er sich mit einem Schlag Vorsprung vor Zach Johnson durchsetzen. Gleichzeitig verbesserte er sich vom 52. auf den 21. Rang der Weltrangliste.

### 2012: Ende der sieglosen Zeit
Zu Beginn der Saison trat Woods erstmals bei der Abu Dhabi HSBC Golf Championship an und konnte trotz geteilter Führung zu Beginn der Finalrunde nur den geteilten dritten Rang erreichen.
Nach seinem ersten Auftritt seit 2002 beim AT&T Pebble Beach National Pro-Am, das er auf dem geteilten 15. Rang abschloss, schied er bei der WGC-Accenture Matchplay Championship bereits in Runde 2 gegen Nick Watney aus.
In der darauffolgenden Woche trat Woods dann erstmals seit 1993 – damals noch als 17-jähriger Amateur – bei der Honda Classic an und konnte sich dank der niedrigsten Finalrunde seiner Karriere, er blieb mit 62 Schlägen deutlich unter dem Platzstandard von 70 Schlägen, noch auf den geteilten 2. Rang vorspielen.
Bei der WGC-Cadillac Championship zwangen Woods Achillessehnenprobleme zur Aufgabe während der letzten Runde.
Bei der Arnold Palmer Invitational fand schließlich eine Durststrecke von 30 Monaten ohne Sieg ein Ende, als er souverän vor Graeme McDowell mit 5 Schlägen Vorsprung gewann. Dies ermöglichte ihm gleichzeitig den Sprung auf Rang 6 der Weltrangliste.
Das anschließende Masters schloss er lediglich auf dem geteilten 40. Rang ab, was bei diesem Turnier gleichzeitig die schlechteste Platzierung seiner Profi-Laufbahn bedeutete.
Anfang Juni gewann er zum fünften Mal das von Jack Nicklaus ausgerichtete Memorial Tournament. Trotz eines 4-Schläge-Rückstands zu Beginn der Finalrunde konnte er sich durch drei Birdies auf den letzten vier Löchern durchsetzen. Durch diesen 73. Sieg auf der US-PGA-Tour lag er nunmehr mit Nicklaus auf Rang 2 der Spieler mit den meisten Siegen.
Beim AT&T National konnte er sich seinen dritten Saisonsieg sichern und erstmals seit September 2009 die Führung im FedEx Cup übernehmen. Zudem war er mit nun 74 PGA-Tour-Siegen alleiniger Zweiter in der Gesamtsiege-Statistik.
Zudem konnte sich Woods durch den geteilten dritten Rang bei der The Open Championship bis auf Rang 2 der Weltrangliste spielen.
Während der FedEx-Cup-Playoffs, die er als Führender begann, konnte er die 100-Mio.-$-Marke an Karriere-Preisgeldern durchbrechen. Im Gesamtklassement belegte er nach der BMW Championship und The Tour Championship den dritten Rang des FedEx Cup.
Beim anschließenden Ryder Cup 2012 nahm er an der historischen Niederlage des US-Teams teil. Woods spielte erstmals nicht in allen 5 möglichen Partien. Im Team mit Steve Stricker verbuchte er im Foursome und zwei Fourballs drei Niederlagen, wobei die Fourballs jeweils erst am letzten Loch verloren gingen. Auch sein letztlich bedeutungsloses Einzel gegen Francesco Molinari endete lediglich Unentschieden.

### 2013: Rückkehr an die Spitze

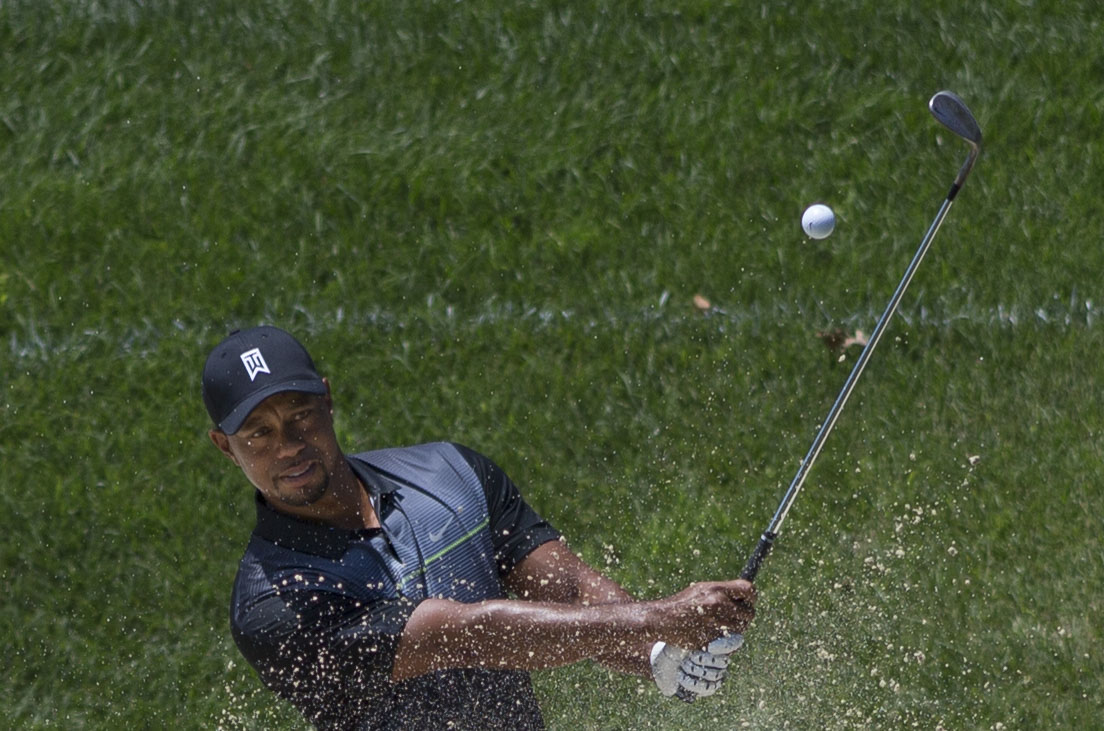
Woods im Juni 2014

Die Saison 2013 startete er bei der Abu Dhabi HSBC Golf Championship. Hier verpasste er nach einem Regelverstoß und zwei Strafschlägen den Cut.
Bei seinem ersten Saison-Start auf der US-PGA-Tour konnte er sich souverän den siebten Sieg bei der Farmers Insurance Open und den insgesamt 75. Sieg auf der Tour sichern. Gleichzeitig war es das siebte Mal, dass Woods eine Saison auf der US-PGA-Tour mit einem Sieg beginnen konnte.
Nach einer Erstrunden-Niederlage bei der WGC-Accenture Match Play Championship und einem geteilten 37. Rang bei der Honda Classic konnte sich Woods bei der WGC Cadillac Championship nach einer über das gesamte Turnier dominanten Vorstellung souverän den Sieg sichern. Es war der erste bei einem Turnier der World Golf Championships seit 2009 und gleichzeitig der siebte bei diesem Turnier.
Mit dem achten Sieg bei der Arnold Palmer Invitational konnte Woods Rory McIlroy von Rang 1 der Weltrangliste verdrängen und erstmals seit Oktober 2010 die Führung übernehmen. Neben Sam Snead ist Woods nun der einzige Spieler, der jemals dasselbe Turnier achtmal gewinnen konnte.
Nach einem geteilten vierten Rang beim The Masters konnte er mit dem Sieg der The PLAYERS Championship den größten Erfolg seit dem Sieg der US Open 2008 erringen. Es war zugleich sein 78. Sieg beim 300. Turnierstart seiner Karriere auf der US-PGA-Tour.
Den fünften Saisonsieg konnte Woods eindrucksvoll bei der WGC-Bridgestone Invitational feiern. Er distanzierte hierbei die Konkurrenz deutlich um 7 Schläge. Zudem stellte er mit 61 Schlägen in der zweiten Runde seinen eigenen Runden- sowie Platzrekord ein.
In der darauffolgenden Woche erreichte Woods lediglich den geteilten 40. Rang bei der PGA Championship und musste, nachdem er bereits bei den US Open und der Open Championship den Sieg verpasste, die fünfte Saison in Folge ohne Major-Sieg verbuchen.
Erneut begann er die Fed-Ex-Cup-Playoffs als Führender und konnte diese auch nach kurzzeitigem Verlust vor dem letzten Turnier, der Tour Championship, zurückerlangen. Durch den geteilten 22. Rang fiel er letztlich jedoch auf Rang 2 der Gesamtwertung zurück.
Erstmals seit 2009 wurde Woods als Spieler des Jahres auf der PGA-Tour ausgezeichnet.
Im Oktober 2013 sicherte Woods dem US-Team mit einem Sieg in den finalen Einzeln gegen Richard Sterne den Gesamtsieg beim Presidents Cup.

### Seit 2018: Comeback, erster Major-Sieg seit 2008 sowie PGA-Tour-Titelrekord
In dieser Saison spielte Woods nach einigen Jahren mit verschiedenen Problemen und Verletzungen wieder erfolgreicher. Bei der Valspar Championship in Florida erreichte er im März sein erstes Top-5-Resultat seit 2013. Bei der Open Championship wurde er mit fünf Schlägen unter Par geteilter Sechster, sein bestes Resultat seit fünf Jahren bei einem Major-Turnier. Beim letzten Major des Jahres, der PGA Championship, wurde er Zweiter, Woods musste sich nur Brooks Koepka knapp mit zwei Schlägen geschlagen geben. Im August gewann er die TOUR Championship schließlich zum dritten Mal und gewann damit sein erstes Turnier seit August 2013. Dieser Sieg war der 80. Titel auf der PGA-Tour, er liegt damit nur noch zwei Siege hinter Sam Snead.
Am 14. April 2019 gewann er das Masters zum fünften Mal, es war sein 15. Major-Sieg und der erste Triumph seit 2008 bei einem der vier großen Turniere. Dabei gelang es ihm zum ersten Mal in seiner Karriere mit einem Rückstand vor der Schlussrunde ein Major-Turnier zu gewinnen. Mit seinem Sieg bei der Zozo Championship in Japan holte er seinen 82. Erfolg auf der PGA Tour und stellte damit den 54 Jahre alten Rekord von Sam Snead ein.
Am 23. Februar 2021 verunglückte Woods in Rancho Palos Verdes schwer, als er mit einem Genesis GV80 des Sponsors, bei dessen PGA-Turnier in Los Angeles er am Wochenende Gastgeber gewesen war (Genesis Invitational 2021), auf einem als unfallträchtig bekannten Abschnitt des Hawthorne Boulevard die Kontrolle über seinen Wagen verlor und sich mehrmals überschlug, wobei er einen rund 20 cm dicken Baum niederriss und über die beiden Gegenfahrbahnen geschleudert wurde. Er musste durch Rettungskräfte aus seinem Auto gerettet werden und erlitt mehrere offene Trümmerbrüche.

### Rekorde
- Woods hat mit großem Abstand die höchste Summe an Karrierepreisgeldern im Golfen erzielt, auch inflationsbereinigt. Allein auf der PGA-Tour erspielte er knapp 121 Millionen US-Dollar (Stand: März 2023).[34]
- Woods ist einer von sechs Spielern, die alle vier Major-Turniere mindestens einmal gewinnen konnten. Die anderen sind Gene Sarazen, Ben Hogan, Jack Nicklaus, Rory McIlroy und Gary Player. Woods erreichte als Jüngster diesen „Karriere-Grand-Slam“ mit einem Alter von 24 Jahren.
- In der Statistik der Major-Siege liegt er mit 15 Titeln hinter Jack Nicklaus (18 Major-Titel) an Position zwei, bei den Siegen auf der US-PGA-Tour mit 82 Titeln gemeinsam mit Sam Snead auf Position eins.
- Woods und Nicklaus sind die Einzigen, die alle vier Major-Turnier mindestens dreimal gewinnen konnten. Er gewann fünfmal das Masters, viermal die PGA Championship und je dreimal die US Open sowie die Open Championship.
- Woods ist der einzige Spieler, der die vier Major-Turniere in Serie gewinnen konnte (2000–2001), was als „Tiger Slam“ bekannt wurde.
- Im Jahr 2000 war er nach Siegen bei den US Open, der Open Championship und der PGA Championship der zweite Spieler nach Ben Hogan (1953), dem drei Major-Siege in einer Saison gelangen.
- Woods konnte 23,91 % der von ihm gespielten Turniere auf der US-PGA-Tour für sich entscheiden (82 von 343).
- Woods hat als einziger Golfer die US Amateur Championship dreimal in Folge gewonnen.
- Er überstand 142 Cuts in Folge zwischen 1998 und 2005.
- Er hält den Rekord für den größten Vorsprung bei einem Major-Turnier (US Open 2000, 15 Schläge); der alte Rekord bestand seit 1862 und wurde von Old Tom Morris gehalten.
- Er stellte bei der Open Championship 2000 in St. Andrews mit 19 unter Par einen Rekord für den niedrigsten Score aller Major-Turniere auf, den er fünfzehn Jahre hielt. 2015 brach Jason Day (-20, PGA Championship) diesen Rekord.
- Woods hält den US-PGA-Rekord für die meisten Runden in Folge (52), die Par oder besser gespielt wurden.
- Mit 67,79 Schlägen pro Runde hält er den Rekord für die niedrigste durchschnittliche Anzahl an Schlägen in einer Saison. Er erreichte diesen Wert sogar in 2000 und in 2007, damit ist er der Einzige der einen Schnitt von unter 68 Schlägen erreicht hat.
- Mit 30 Jahren und 7 Monaten ist er der jüngste Golfer, der 50 Turniere auf der US-PGA-Tour gewann. Ähnliches gilt für seinen 60. Sieg (mit 31 Jahren und 8 Monaten), seinen 70. Sieg (mit 33 Jahren und 7 Monaten) und den 80. Sieg (mit 42 Jahren und 9 Monaten).
- Die Nummer eins der Golfweltrangliste war er insgesamt 683 Wochen, davon 281 Wochen in Folge (13. Juni 2005 bis 31. Oktober 2010); erstmals angeführt hat er sie am 15. Juni 1997.
- Er ist der einzige Spieler in der US-PGA-Tour-Geschichte, der jemals beim gleichen Turnier (WGC-Bridgestone Invitational 1999–2001, 2005–2007) zweimal den Hattrick (drei Siege in Folge) geschafft hat.
- Als einziger Spieler der US-PGA-Tour-Geschichte hat er das gleiche Turnier siebenmal oder öfter auf demselben Kurs gewonnen. Dies gelang ihm bei der Arnold Palmer Invitational, der Farmers Insurance Open (früher Buick Invitational) und der WGC-Bridgestone Invitational.
- Als einziger Spieler neben Sam Snead hat er das gleiche Turnier achtmal gewonnen (Arnold Palmer Invitational & WGC-Bridgestone Invitational).
- Als einziger Spieler hat er auf ein und demselben Golfplatz achtmal gewonnen. Dies gelang ihm sowohl in Torrey Pines wie auch in Bay Hill und im Firestone Country Club.
- Mit 18 Turniersiegen hält er den Rekord für die meisten Erfolge bei den vier World Golf Championships Turnieren, und gewann von 1999 bis 2009 jedes Jahr mindestens einen Titel.
- Als einziger Spieler hielt er die Titel der drei WGC-Turniere zeitgleich (WGC-CA Championship 2007, WGC-Bridgestone Invitational 2007, WGC-Accenture Match Play Championship 2008).
- Als erster und bislang einziger Golfer der US-Tour hat er in drei Saisons mindestens je acht Turniere gewonnen (1999, 2000, 2006).
- Als einziger Spieler hat er in vier Saisons sieben oder mehr Turniere gewonnen (1999, 2000, 2006, 2007).
- Als einziger Spieler neben Sam Snead hat er sechsmal innerhalb eines Jahres sechs Turniere auf der US-PGA-Tour gewonnen (1999, 2000, 2005, 2006, 2007, 2009).
- Als einziger Spieler hat er sechs verschiedene Turniere mindestens fünfmal gewonnen.
- Er ist einer von vier Spielern, denen eine 5:0-Bilanz bei einem Presidents Cup gelungen ist.
- Er ist der einzige Spieler, dem es mehr als einmal gelungen ist, fünf Turniere der US-PGA-Tour in Folge zu gewinnen. Er schaffte dies bereits dreimal.
- Er wurde elfmal zum US-PGA-Tour-Spieler des Jahres gewählt – öfter als jeder andere Golfer in der Geschichte (Jack Nicklaus liegt mit acht Auszeichnungen auf Rang zwei).
- Durch den Sieg der THE TOUR Championship und des FedEx Cup 2007 erhielt er mit insgesamt 11,26 Millionen US-Dollar die bis dato höchste im Sport ausgezahlte Prämie.

### Major-Turniere
| Turnier               | 1995  | 1996  | 1997 | 1998 | 1999 | 2000 | 2001 | 2002 | 2003 | 2004 | 2005 | 2006 | 2007 | 2008 | 2009 | 2010 | 2011 | 2012 | 2013 | 2014 | 2015 | 2016 | 2017 | 2018 |
| --------------------- | ----- | ----- | ---- | ---- | ---- | ---- | ---- | ---- | ---- | ---- | ---- | ---- | ---- | ---- | ---- | ---- | ---- | ---- | ---- | ---- | ---- | ---- | ---- | ---- |
| The Masters           | T41LA | CUT   | 1    | T8   | T18  | 5    | 1    | 1    | T15  | T22  | 1    | T3   | T2   | 2    | T6   | T4   | T4   | T40  | T4   | DNP  | T17  | DNP  | DNP  | T32  |
| US Open               | WD    | T82   | T19  | T18  | T3   | 1    | T12  | 1    | T20  | T17  | 2    | CUT  | T2   | 1    | T6   | T4   | DNP  | T21  | T32  | DNP  | CUT  | DNP  | DNP  | CUT  |
| The Open Championship | T68   | T22LA | T24  | 3    | T7   | 1    | T25  | T28  | T4   | T9   | 1    | 1    | T12  | DNP  | CUT  | T23  | DNP  | T3   | T6   | 69   | CUT  | DNP  | DNP  | T6   |
| PGA Championship      | DNP   | DNP   | T29  | T10  | 1    | 1    | T29  | 2    | T39  | T24  | T4   | 1    | 1    | DNP  | 2    | T28  | CUT  | T11  | T40  | CUT  | CUT  | DNP  | DNP  | 2    |

| Turnier               | 2019 | 2020 | 2021 | 2022 | 2023 | 2024 |
| --------------------- | ---- | ---- | ---- | ---- | ---- | ---- |
| The Masters           | 1    | T38  | DNP  | 47   | WD   | 60   |
| PGA Championship      | CUT  | T37  | DNP  | WD   | DNP  | CUT  |
| US Open               | T21  | CUT  | DNP  | DNP  | DNP  | CUT  |
| The Open Championship | CUT  | KT   | DNP  | CUT  | DNP  | CUT  |

LA = Low Amateur

DNP = nicht angetreten

WD = zurückgezogen

CUT = am Cut gescheitert

„T“ = geteilter Rang

KT = Kein Turnier (Ausfall wegen Covid-19)

Grün für ersten Platz, gelb für Top-Ten-Platzierung

Violett = „Tiger Slam“ (Tiger Woods hielt gleichzeitig die Titel aller vier Major-Turniere)

### World-Golf-Championships-Turniere
| Turnier                           | 1999 | 2000 | 2001 | 2002 | 2003 | 2004 | 2005 | 2006 | 2007 | 2008 |
| --------------------------------- | ---- | ---- | ---- | ---- | ---- | ---- | ---- | ---- | ---- | ---- |
| Accenture Match Play Championship | VF   | 2    | DNP  | R64  | 1    | 1    | R32  | R16  | R16  | 1    |
| CA Championship                   | 1    | T5   | KT1  | 1    | 1    | 9    | 1    | 1    | 1    | 5    |
| Bridgestone Invitational          | 1    | 1    | 1    | 4    | T4   | T2   | 1    | 1    | 1    | DNP  |

| Turnier                           | 2009 | 2010 | 2011 | 2012 | 2013 | 2014 | 2015 | 2016 | 2017 | 2018 | 2019 |
| --------------------------------- | ---- | ---- | ---- | ---- | ---- | ---- | ---- | ---- | ---- | ---- | ---- |
| Accenture Match Play Championship | R32  | DNP  | R64  | R32  | R64  | DNP  | DNP  | DNP  | DNP  | DNP  | VF   |
| Cadillac Championship             | T9   | DNP  | T10  | WD2  | 1    | T25  | DNP  | DNP  | DNP  | DNP  | T10  |
| Bridgestone Invitational          | 1    | T78  | T37  | T8   | 1    | WD2  | DNP  | DNP  | DNP  | T31  | DNP  |
| HSBC Champions                    | T6   | T6   | DNP  | DNP  | DNP  | DNP  | DNP  | DNP  | DNP  | DNP  |      |

1Abgesagt wegen der Terroranschläge am 11. September 2001

2 Woods gab während der Finalrunde verletzt auf

LA= Bester Amateur

DNP = nicht teilgenommen

CUT = Cut nicht geschafft

WD = zurückgezogen

„T“ geteilte Platzierung

KT = Kein Turnier (Ausfall wegen Covid-19)

Grüner Hintergrund für Sieg

Gelber Hintergrund für Top 10.

## Turnier-Siege

### Major-Siege (15)
| Jahr | Turnier                   | 54 Löcher             | Sieg-Score            | Vorsprung  | Zweitplatzierte                                  |
| 1997 | The Masters               | 9 Schläge Führung     | −18 (70–66–65–69=270) | 12 Schläge | Tom Kite                                         |
| 1999 | PGA Championship          | Führung geteilt mit 1 | −11 (70–67–68–72=277) | 1 Schlag   | Sergio García                                    |
| 2000 | US Open                   | 10 Schläge Führung    | −12 (65–69–71–67=272) | 15 Schläge | Ernie Els und Miguel Jiménez                     |
| 2000 | The Open Championship     | 6 Schläge Führung     | −19 (67–66–67–69=269) | 8 Schläge  | Ernie Els und Thomas Bjørn                       |
| 2000 | PGA Championship (2)      | 1 Schlag Führung      | −18 (66–67–70–67=270) | Playoff 1  | Bob May                                          |
| 2001 | The Masters (2)           | 1 Schlag Führung      | −16 (70–66–68–68=272) | 2 Schläge  | David Duval                                      |
| 2002 | The Masters (3)           | Führung geteilt mit 1 | −12 (70–69–66–71=276) | 3 Schläge  | Retief Goosen                                    |
| 2002 | US Open (2)               | 4 Schläge Führung     | −3 (67–68–70–72=277)  | 3 Schläge  | Phil Mickelson                                   |
| 2005 | The Masters (4)           | 3 Schläge Führung     | −12 (74–66–65–71=276) | Playoff 2  | Chris DiMarco                                    |
| 2005 | The Open Championship (2) | 2 Schläge Führung     | −14 (66–67–71–70=274) | 5 Schläge  | Colin Montgomerie                                |
| 2006 | The Open Championship (3) | 1 Schlag Führung      | −18 (67–65–71–67=270) | 2 Schläge  | Chris DiMarco                                    |
| 2006 | PGA Championship (3)      | Führung geteilt mit 1 | −18 (69–68–65–68=270) | 5 Schläge  | Shaun Micheel                                    |
| 2007 | PGA Championship (4)      | 3 Schläge Führung     | −8 (71–63–69–69=272)  | 2 Schläge  | Woody Austin                                     |
| 2008 | US Open (3)               | 1 Schlag Führung      | −1 (72–68–70–73=283)  | Playoff 3  | Rocco Mediate                                    |
| 2019 | The Masters (5)           | 2 Schläge Rückstand   | −13 (70–68–67–70=275) | 1 Schlag   | Dustin Johnson, Brooks Koepka, Xander Schauffele |

1 Sieg über Bob May in einem 3-Loch-Playoff mit einem Schlag Vorsprung: Woods (3-4-5=12), May (4-4-5=13)

2 Sieg über Chris DiMarco durch ein Birdie am ersten Extra-Loch

3 Sieg über Rocco Mediate im 18-Loch-Playoff (Gleichstand nach 18 Löchern, Sieg am ersten Sudden-Death Loch)

### PGA-Tour-Siege (82)
| Legende                       |
| Major-Turniere (15)           |
| World Golf Championships (18) |
| FedEx-Cup-Turniere (5)        |
| Andere PGA-Tour-Turniere (44) |

| Nr. | Datum           | Turnier                                     | Sieg-Score               | Vorsprung  | Zweitplatzierte                                      |
| --- | --------------- | ------------------------------------------- | ------------------------ | ---------- | ---------------------------------------------------- |
| 1   | 6. Okt. 1996    | Las Vegas Invitational                      | -27 (70–63–68–67–64=332) | Playoff    | Davis Love III                                       |
| 2   | 20. Okt. 1996   | Walt Disney World/Oldsmobile Classic        | -21 (69–63–69–66=267)    | 1 Schlag   | Payne Stewart                                        |
| 3.  | 12. Jan. 1997   | Mercedes Championships                      | -14 (70–67–65=202)       | Playoff    | Tom Lehman                                           |
| 4   | 13. April 1997  | The Masters                                 | -18 (70–66–65–69=270)    | 12 Schläge | Tom Kite                                             |
| 5   | 18. Mai 1997    | GTE Byron Nelson Golf Classic               | -17 (64–64–67–68=263)    | 2 Schläge  | Lee Rinker                                           |
| 6   | 6. Juli 1997    | Motorola Western Open                       | -13 (67–72–68–68=275)    | 3 Schläge  | Frank Nobilo                                         |
| 7   | 10. Mai 1998    | BellSouth Classic                           | -17 (69–67–63–72=271)    | 1 Schlag   | Jay Don Blake                                        |
| 8   | 14. Feb. 1999   | Buick Invitational                          | -22 (68–71–62–65=266)    | 2 Schläge  | Billy Ray Brown                                      |
| 9   | 6. Juni 1999    | Memorial Tournament                         | -15 (68–66–70–69=273)    | 2 Schläge  | Vijay Singh                                          |
| 10  | 4. Juli 1999    | Motorola Western Open (2)                   | -15 (68–66–68–71=273)    | 3 Schläge  | Mike Weir                                            |
| 11  | 15. Aug. 1999   | PGA Championship                            | -11 (70–67–68–72=277)    | 1 Schlag   | Sergio García                                        |
| 12  | 29. Aug. 1999   | NEC Invitational                            | -10 (66–71–62–71=270)    | 1 Schlag   | Phil Mickelson                                       |
| 13  | 24. Okt. 1999   | National Car Rental Golf Classic Disney (2) | -17 (66–66–66–73=271)    | 1 Schlag   | Ernie Els                                            |
| 14  | 31. Okt. 1999   | THE TOUR Championship                       | -15 (67–66–67–69=269)    | 4 Schläge  | Davis Love III                                       |
| 15  | 11. Nov. 1999   | American Express Championship               | -6 (71–69–70–68=278)     | Playoff    | Miguel Ángel Jiménez                                 |
| 16  | 9. Januar 2000  | Mercedes Championships (2)                  | -16 (71–66–71–68=276)    | Playoff    | Ernie Els                                            |
| 17  | 7. Feb. 2000    | AT&T Pebble Beach National Pro-Am           | -15 (68–73–68–64=273)    | 2 Schläge  | Matt Gogel                                           |
| 18  | 19. März 2000   | Bay Hill Invitational                       | -18 (69–64–67–70=270)    | 4 Schläge  | Davis Love III                                       |
| 19  | 28. Mai 2000    | Memorial Tournament (2)                     | -19 (71–63–65–70=269)    | 5 Schläge  | Ernie Els                                            |
| 20  | 18. Juni 2000   | US Open                                     | -12 (65–69–71–67=272)    | 15 Schläge | Ernie Els, Miguel Ángel Jiménez                      |
| 21  | 23. Juli 2000   | The Open Championship                       | -19 (67–66–67–69=269)    | 8 Schläge  | Thomas Bjørn, Ernie Els                              |
| 22  | 20. Aug. 2000   | PGA Championship (2)                        | -18 (66–67–70–67=270)    | Playoff    | Bob May                                              |
| 23  | 27. Aug. 2000   | NEC Invitational (2)                        | -21 (64–61–67–67=259)    | 11 Schläge | Justin Leonard, Phillip Price                        |
| 24  | 10. Sept. 2000  | Bell Canadian Open                          | -22 (72–65–64–65=266)    | 1 Schlag   | Grant Waite                                          |
| 25  | 18. März 2001   | Bay Hill Invitational (2)                   | -15 (71–67–66–69=273)    | 1 Schlag   | Phil Mickelson                                       |
| 26  | 25. März 2001   | The PLAYERS Championship                    | -14 (72–69–66–67=274)    | 1 Schlag   | Vijay Singh                                          |
| 27  | 8. April 2001   | The Masters (2)                             | -16 (70–66–68–68=272)    | 2 Schläge  | David Duval                                          |
| 28  | 3. Juni 2001    | Memorial Tournament (3)                     | -17 (68–69–68–66=271)    | 7 Schläge  | Paul Azinger, Sergio García                          |
| 29  | 26. Aug. 2001   | NEC Invitational (3)                        | -12 (66–67–66–69=268)    | Playoff    | Jim Furyk                                            |
| 30  | 17. März 2002   | Bay Hill Invitational (3)                   | -13 (67–65–74–69=275)    | 4 Schläge  | Michael Campbell                                     |
| 31  | 14. April 2002  | The Masters (3)                             | -12 (70–69–66–71=276)    | 3 Schläge  | Retief Goosen                                        |
| 32  | 16. Juni 2002   | US Open (2)                                 | -3 (67–68–70–72=277)     | 3 Schläge  | Phil Mickelson                                       |
| 33  | 11. Aug. 2002   | Buick Open                                  | -17 (67–63–71–70=271)    | 4 Schläge  | Fred Funk, Brian Gay, Mark O’Meara, Esteban Toledo   |
| 34  | 22. Sept. 2002  | American Express Championship (2)           | -25 (65–65–67–66=263)    | 1 Schlag   | Retief Goosen                                        |
| 35  | 16. Feb. 2003   | Buick Invitational (2)                      | -16 (70–66–68–68=272)    | 4 Schläge  | Carl Pettersson                                      |
| 36  | 2. März 2003    | Accenture Match Play Championship           |                          |            | David Toms                                           |
| 37  | 23. März 2003   | Bay Hill Invitational (4)                   | -19 (70–65–66–68=269)    | 11 Schläge | Stewart Cink, Brad Faxon, Kenny Perry, Kirk Triplett |
| 38  | 6. Juli 2003    | Western Open (3)                            | -21 (63–70-65–69=267)    | 5 Schläge  | Rich Beem                                            |
| 39  | 5. Okt. 2003    | American Express Championship (3)           | -6 (67–66–69–72=274)     | 2 Schläge  | Stuart Appleby, Tim Herron, Vijay Singh              |
| 40  | 29. Feb. 2004   | Accenture Match Play Championship (2)       |                          |            | Davis Love III                                       |
| 41  | 23. Jan. 2005   | Buick Invitational (3)                      | -16 (69–63–72–68=272)    | 3 Schläge  | Luke Donald, Charles Howell III, Tom Lehman          |
| 42  | 6. März 2005    | Ford Championship at Doral                  | -24 (65–70-63–66=264)    | 1 Schlag   | Phil Mickelson                                       |
| 43  | 10. April 2005  | The Masters (4)                             | -12 (74–66–65–71=276)    | Playoff    | Chris DiMarco                                        |
| 44  | 17. Juli 2005   | The Open Championship (2)                   | -14 (66–67–71–70=274)    | 5 Schläge  | Colin Montgomerie                                    |
| 45  | 21. Aug. 2005   | NEC Invitational (4)                        | -6 (66–70-67–71=274)     | 1 Schlag   | Chris DiMarco                                        |
| 46  | 9. Okt. 2005    | American Express Championship (4)           | -10 (67–68–68–67=270)    | Playoff    | John Daly                                            |
| 47  | 29. Jan. 2006   | Buick Invitational (4)                      | -10 (71–68–67–72=278)    | Playoff    | Nathan Green, José María Olazábal                    |
| 48  | 5. März 2006    | Ford Championship at Doral (2)              | -20 (64–67–68–69=268)    | 1 Schlag   | David Toms, Camilo Villegas                          |
| 49  | 23. Juli 2006   | The Open Championship (3)                   | -18 (67–65–71–67=270)    | 2 Schläge  | Chris DiMarco                                        |
| 50  | 6. Aug. 2006    | Buick Open (2)                              | -24 (66–66–66–66=264)    | 3 Schläge  | Jim Furyk                                            |
| 51  | 20. Aug. 2006   | PGA Championship (3)                        | -18 (69–68–65–68=270)    | 5 Schläge  | Shaun Micheel                                        |
| 52  | 27. Aug. 2006   | Bridgestone Invitational (5)                | -10 (67–64–71–68=270)    | Playoff    | Stewart Cink                                         |
| 53  | 4. Sept. 2006   | Deutsche Bank Championship                  | -20 (66–72–67–63=268)    | 2 Schläge  | Vijay Singh                                          |
| 54  | 1. Okt. 2006    | American Express Championship (5)           | -23 (63–64–67–67=261)    | 8 Schläge  | Ian Poulter, Adam Scott                              |
| 55  | 28. Jan. 2007   | Buick Invitational (5)                      | -15 (66–72–69–66=273)    | 2 Schläge  | Charles Howell III                                   |
| 56  | 25. März 2007   | CA Championship (6)                         | -10 (71–66–68–73=278)    | 2 Schläge  | Brett Wetterich                                      |
| 57  | 7. Mai 2007     | Wachovia Championship                       | -13 (70–68–68–69=275)    | 2 Schläge  | Steve Stricker                                       |
| 58  | 5. Aug. 2007    | Bridgestone Invitational (6)                | -8 (68–70-69–65=272)     | 8 Schläge  | Justin Rose, Rory Sabbatini                          |
| 59  | 12. Aug. 2007   | PGA Championship (4)                        | -8 (71–63–69–69=272)     | 2 Schläge  | Woody Austin                                         |
| 60  | 9. Sept. 2007   | BMW Championship                            | -22 (67–67–65–63=262)    | 2 Schläge  | Aaron Baddeley                                       |
| 61  | 16. Sept. 2007  | THE TOUR Championship (2)                   | -23 (64–63–64–66=257)    | 8 Schläge  | Mark Calcavecchia, Zach Johnson                      |
| 62  | 27. Jan. 2008   | Buick Invitational (6)                      | -19 (67–65–66–71=269)    | 8 Schläge  | Ryuji Imada                                          |
| 63  | 24. Febr. 2008  | Accenture Match Play Championship (3)       |                          |            | Stewart Cink                                         |
| 64  | 16. März 2008   | Arnold Palmer Invitational (5)              | -10 (70–68–66–66=270)    | 1 Schlag   | Bart Bryant                                          |
| 65  | 16. Juni 2008   | US Open (3)                                 | -1 (72–68–70–73=283)     | Playoff    | Rocco Mediate                                        |
| 66  | 29. März 2009   | Arnold Palmer Invitational (6)              | -5 (68–69–71–67=275)     | 1 Schlag   | Sean O’Hair                                          |
| 67  | 7. Juni 2009    | Memorial Tournament (4)                     | -12 (69–74–68–65=276)    | 1 Schlag   | Jim Furyk                                            |
| 68  | 5. Juli 2009    | AT&T National                               | -13 (64–66–70–67=267)    | 1 Schlag   | Hunter Mahan                                         |
| 69  | 2. Aug. 2009    | Buick Open (3)                              | -20 (71–63–65–69=268)    | 3 Schläge  | Greg Chalmers, John Senden Roland Thatcher           |
| 70  | 9. Aug. 2009    | Bridgestone Invitational (7)                | -12 (68–70-65–65=268)    | 4 Schläge  | Robert Allenby, Pádraig Harrington                   |
| 71  | 13. Sept. 2009  | BMW Championship (2)                        | -19 (68–67–62–68=265)    | 8 Schläge  | Jim Furyk, Marc Leishman                             |
| 72  | 25. März 2012   | Arnold Palmer Invitational (7)              | -13 (69–65–71–70=275)    | 5 Schläge  | Graeme McDowell                                      |
| 73  | 3. Juni 2012    | Memorial Tournament (5)                     | -9 (70–69–73–67=279)     | 2 Schläge  | Andrés Romero, Rory Sabbatini                        |
| 74  | 1. Juli 2012    | AT&T National (2)                           | -8 (72–68–67–69=276)     | 2 Schläge  | Bo Van Pelt                                          |
| 75  | 28. Januar 2013 | Farmers Insurance Open (7)                  | -14 (68–65–69–72=274)    | 4 Schläge  | Brandt Snedeker, Josh Teater                         |
| 76  | 10. März 2013   | Cadillac Championship (7)                   | -19 (66–65–67–71=269)    | 2 Schläge  | Steve Stricker                                       |
| 77  | 25. März 2013   | Arnold Palmer Invitational (8)              | -13 (69–70–66–70=275)    | 2 Schläge  | Justin Rose                                          |
| 78  | 12. Mai 2013    | The PLAYERS Championship (2)                | -13 (67–67–71–70=275)    | 2 Schläge  | Kevin Streelman, Jeff Maggert, David Lingmerth       |
| 79  | 4. Aug. 2013    | Bridgestone Invitational (8)                | -15 (66–61–68–70=265)    | 7 Schläge  | Keegan Bradley, Henrik Stenson                       |
| 80  | 23. Sep. 2018   | THE TOUR Championship (3)                   | -11 (65–68–65–71=269)    | 2 Schläge  | Billy Horschel                                       |
| 81  | 14. April 2019  | The Masters (5)                             | -13 (70–68–67–70=276)    | 1 Schlag   | Dustin Johnson, Brooks Koepka, Xander Schauffele     |
| 82  | 28. Okt. 2019   | ZOZO Championship                           | -19 (64–64–66–67=261)    | 3 Schläge  | Hideki Matsuyama                                     |

### European-Tour-Siege (41)
| Legende                           |
| Major Turniere (15)               |
| World Golf Championships (18)     |
| Andere European-Tour-Turniere (8) |

| Nr. | Datum         | Turnier                                | Sieg-Score            | Vorsprung | Zweitplatzierte   |
| --- | ------------- | -------------------------------------- | --------------------- | --------- | ----------------- |
| 1   | 25. Jan. 1998 | Johnnie Walker Classic                 | -9 (72–71–71–65=279)  | Playoff   | Ernie Els         |
| 2   | 24. Mai 1999  | Deutsche Bank – SAP Open TPC of Europe | -15 (69–68–68–68=273) | 3 Schläge | Retief Goosen     |
| 3   | 19. Nov. 2000 | Johnnie Walker Classic                 | -25 (68–65–65–65=263) | 3 Schläge | Geoff Ogilvy      |
| 4   | 20. Mai 2001  | Deutsche Bank – SAP Open TPC of Europe | -22 (69–68–63–66=266) | 4 Schläge | Michael Campbell  |
| 5   | 19. Mai 2002  | Deutsche Bank – SAP Open TPC of Europe | -20 (69–67–64–68=268) | Playoff   | Colin Montgomerie |
| 6   | 5. Febr. 2006 | Dubai Desert Classic                   | -19 (67–66–67–69=269) | Playoff   | Ernie Els         |
| 7   | 3. Febr. 2008 | Dubai Desert Classic                   | -14 (65–71–73–65=274) | 1 Schlag  | Martin Kaymer     |
| 8   | 15. Nov. 2009 | Australian Masters                     | -14 (66–68–72–68=274) | 2 Schläge | Greg Chalmers     |

Sämtliche Siege bei Major-Turnieren und WGC-Turnieren zählen auch als Siege auf der European Tour, werden hier jedoch nicht näher aufgelistet.

### Weitere Profi-Siege (19)
- 1997: Asian Honda Classic (Asien Tour)
- 1998: PGA Grand Slam of Golf (USA – inoffizielles Turnier)
- 1999: WGC-World Cup (inoffizielles Turnier), WGC-World Cup: Team (inoffizielles Turnier – mit Mark O’Meara), PGA Grand Slam of Golf (USA – inoffizielles Turnier)
- 2000: WGC-World Cup: Team (inoffizielles Turnier – mit David Duval), PGA Grand Slam of Golf (USA – inoffizielles Turnier)
- 2001: Target World Challenge (USA – inoffizielles Turnier), PGA Grand Slam of Golf (USA – inoffizielles Turnier)
- 2002: PGA Grand Slam of Golf (USA – inoffizielles Turnier)
- 2004: Dunlop Phoenix (Japan Golf Tour), Target World Challenge (USA – inoffizielles Turnier)
- 2005: Dunlop Phoenix (Japan Golf Tour), PGA Grand Slam of Golf (USA – inoffizielles Turnier)
- 2006: PGA Grand Slam of Golf (USA – inoffizielles Turnier), Target World Challenge (USA – inoffizielles Turnier)
- 2007: Target World Challenge (USA – inoffizielles Turnier)
- 2009: Notah Begay III Foundation Challenge (USA – inoffizielles Turnier)
- 2011: Chevron World Challenge (USA – inoffizielles Turnier)

### Amateur-Siege (21)
- 1984: Junior World Golf Championships (Jungen 10- und jünger)
- 1985: Junior World Golf Championships (Jungen 10- und jünger)
- 1988: Junior World Golf Championships (Jungen 11–12)
- 1989: Junior World Golf Championships (Jungen 13–14)
- 1990: Junior World Golf Championships (Jungen 13–14), Insurance Youth Golf Classic
- 1991: US Junior Amateur Championship, Junior World Golf Championships (Jungen 15–17), Orange Bowl International Junior
- 1992: US Junior Amateur Championship, Insurance Youth Golf Classic
- 1993: US Junior Amateur Championship
- 1994: US Amateur Championship, Western Amateur, Pacific Northwest Amateur
- 1995: US Amateur Championship, College All-America Golf Classic
- 1996: US Amateur Championship, NCAA Division I Championship, NCAA West Regional, Pac-10 Championship

### Amateur Major-Siege (3)
| Jahr | Turnier    | Sieg-Score | Zweitplatzierter |
| ---- | ---------- | ---------- | ---------------- |
| 1994 | US Amateur | 2 up       | Trip Kuehne      |
| 1995 | US Amateur | 2 up       | Buddy Marucci    |
| 1996 | US Amateur | 38 Löcher  | Steve Scott      |

| Turnier    | 1991 | 1992 | 1993 | 1994 | 1995 | 1996 |
| ---------- | ---- | ---- | ---- | ---- | ---- | ---- |
| US Amateur | DNQ  | R32  | R32  | 1    | 1    | 1    |

DNQ = nicht qualifiziert

R32, R16, QF, SF = Runde, in der Tiger Woods im Matchplay verloren hat

Grün für ersten Platz

## Weltranglistenerster
| Start-Datum     | End-Datum         | Wochen | ungefähre Zeit              |
| --------------- | ----------------- | ------ | --------------------------- |
| 15. Juni 1997   | 21. Juni 1997     | 1      | 7 Tage                      |
| 6. Juli 1997    | 6. September 1997 | 9      | 2 Monate                    |
| 11. Januar 1998 | 11. April 1998    | 13     | 3 Monate                    |
| 10. Mai 1998    | 16. Mai 1998      | 1      | 7 Tage                      |
| 14. Juni 1998   | 27. März 1999     | 41     | 9 Monate, 13 Tage           |
| 4. Juli 1999    | 7. August 1999    | 5      | 1 Monat, 3 Tage             |
| 15. August 1999 | 4. September 2004 | 264    | 5 Jahre, 20 Tage            |
| 6. März 2005    | 19. März 2005     | 2      | 14 Tage                     |
| 10. April 2005  | 21. Mai 2005      | 6      | 1 Monat, 11 Tage            |
| 12. Juni 2005   | 31. Oktober 2010  | 281    | 5 Jahre, 4 Monate, 3 Wochen |
| 25. März 2013   | 18. Mai 2014      | 60     | 1 Jahr, 1 Monat, 3 Wochen   |
| Gesamt          | Gesamt            | 683    | 13 Jahre, 1 Monat           |

## Turnierteilnahmen mit dem US-Nationalteam
Amateur
- Eisenhower Trophy: 1994
- Walker Cup: 1995

Profi
- Ryder Cup: 1997, 1999 (Sieger), 2002, 2004, 2006, 2010, 2012, 2018
- Dunhill Cup: 1998
- The Presidents Cup: 1998, 2000, 2003, 2005, 2007, 2009, 2011, 2013, 2019
- WGC-World Cup: 1999, 2000, 2001

## PGA-Tour-Karriere
| Jahr       | Starts | CUT | WD | Siege (Majors) | 2. | 3. | Top 10 | Top 25 | Preisgeld (US$) | Geldranglisten-Rang | Ø Schläge (Rang) |
| ---------- | ------ | --- | -- | -------------- | -- | -- | ------ | ------ | --------------- | ------------------- | ---------------- |
| 1996       | 8      | 0   | 0  | 2              | 0  | 2  | 5      | 8      | 790.594         | 24                  | 69,44†           |
| 1997       | 21     | 1   | 0  | 4 (1)          | 1  | 1  | 9      | 14     | 2.066.833       | 1                   | 69,10 (2.)       |
| 1998       | 20     | 0   | 1  | 1              | 2  | 2  | 13     | 17     | 1.841.117       | 4                   | 69,21 (2.)       |
| 1999       | 21     | 0   | 0  | 8 (1)          | 1  | 2  | 16     | 18     | 6.616.585       | 1                   | 68,43 (1.)       |
| 2000       | 20     | 0   | 0  | 9 (3)          | 4  | 1  | 17     | 20     | 9.188.321       | 1                   | 67,79‡ (1.)      |
| 2001       | 19     | 0   | 0  | 5 (1)          | 0  | 1  | 9      | 18     | 5.687.777       | 1                   | 68,81 (1.)       |
| 2002       | 18     | 0   | 0  | 5 (2)          | 2  | 2  | 13     | 16     | 6.912.625       | 1                   | 68,56 (1.)       |
| 2003       | 18     | 0   | 0  | 5              | 2  | 0  | 12     | 16     | 6.673.413       | 2                   | 68,41 (1.)       |
| 2004       | 19     | 0   | 0  | 1              | 3  | 3  | 14     | 18     | 5.365.472       | 4                   | 69,04 (3.)       |
| 2005       | 21     | 2   | 0  | 6 (2)          | 4  | 2  | 13     | 17     | 10.628.024      | 1                   | 68,66 (1.)       |
| 2006       | 15     | 1   | 1  | 8 (2)          | 1  | 1  | 11     | 13     | 9.941.563       | 1                   | 68,11 (1.)       |
| 2007       | 16     | 0   | 0  | 7 (1)          | 3  | 0  | 12     | 15     | 10.867.052      | 1                   | 67,79‡ (1.)      |
| 2008       | 6      | 0   | 0  | 4 (1)          | 1  | 0  | 6      | 6      | 5.775.000       | 2                   | 67,65†           |
| 2009       | 17     | 1   | 0  | 6              | 3  | 0  | 14     | 16     | 10.508.163      | 1                   | 68,05 (1.)       |
| 2010       | 12     | 1   | 1  | 0              | 0  | 0  | 2      | 7      | 1.294.765       | 68                  | 70,32†           |
| 2011       | 9      | 1   | 1  | 0              | 0  | 0  | 2      | 3      | 660.238         | 128                 | 70,46†           |
| 2012       | 19     | 2   | 1  | 3              | 1  | 2  | 9      | 13     | 6.133.158       | 2                   | 68,90 (2.)       |
| 2013       | 16     | 0   | 0  | 5              | 1  | 0  | 8      | 10     | 8.553.439       | 1                   | 68,98 (2.)       |
| 2014       | 7      | 2   | 2  | 0              | 0  | 0  | 0      | 1      | 108.275         | 201                 | 71,65†           |
| 2015       | 11     | 4   | 1  | 0              | 0  | 0  | 1      | 3      | 448.598         | 162                 | 71,93            |
| 2016       | 0      | 0   | 0  | 0              | 0  | 0  | 0      | 0      | 0               | −                   | –                |
| 2017       | 1      | 0   | 0  | 0              | 0  | 0  | 0      | 0      | 0               | –                   | –                |
| 2018       | 18     | 2   | 0  | 1              | 2  | 0  | 7      | 12     | 5.443.841       | 8                   | 69,35 (7.)       |
| 2019       | 12     | 3   | 0  | 1 (1)          | 0  | 0  | 4      | 7      | 3.199.615       | 24                  | 70,33†           |
| 2020       | 1      | 0   | 0  | 1              | 0  | 0  | 0      | 0      | 1.755.000       | 3                   | 65,74            |
| Karriere** | 345    | 20  | 8  | 82 (15)        | 31 | 19 | 198    | 268    | 120.459.468‡    | 1                   | -                |

Stand vom 28. Oktober 2019 (nach ZOZO Championship)
- CUT = Anzahl verpasster Cuts
- WD = Aufgabe wegen Verletzung oder aus sonstigen Gründen
- Grün für ersten Platz, gelb für Top-Ten-Platzierung
- † Woods hat nicht die geforderten 50 Runden absolviert, um für die Kategorie Ø Schläge gezählt zu werden. 1996: 41 Runden, 2008: 26 Runden, 2010: 45 Runden, 2011: 27 Runden, 2014: 21 Runden, 2019: 42 Runden
- ‡ PGA Tour Rekord
- Woods hat in den Jahren 1992–1996 14 PGA-Turniere als Amateur absolviert. Sein bestes Ergebnis hierbei war ein geteilter 22. Rang bei der Open Championship 1996. Ab August 1996 spielte er offiziell als Profi und absolvierte in der Saison noch 8 Turniere als solcher.

## Vermögen
Tiger Woods verfügt laut dem US-Wirtschaftsmagazin Forbes über ein Vermögen von ca. 700 Millionen US-Dollar (Stand: Dezember 2015). Die Forbes-Rangliste hat Woods von 2001 bis 2011 durchgängig angeführt. Laut Forbes hat er als erster Sportler überhaupt mehr als eine Milliarde US-Dollar verdient.